# 朱友諒
朱 友諒（しゅ ゆうりょう、? - 921年）は、後梁の太祖朱全忠の甥。朱全昱の長男。

## 略歴
初め、叔父から衡王に封じられた。後に広王に転封される。904年正月、朱全忠と共に従弟の朱友倫の仇討ちと称して、唐の宰相の崔胤の自邸を包囲し、崔胤とその妻・子・孫らを皆殺しとした。しかし法に背く行動が多く、921年、実弟の朱友能の謀反に連座し、従弟の末帝によって、もう一人の弟の朱友誨と共に捕らえられ処刑された。

## 史料
『旧五代史』（梁書巻十二 宗室列伝）
友諒，全昱子，初封衡王，後嗣廣王。継歴藩郡，多行不法。坐弟友能反，廢囚京師。唐師入汴，與友能、友誨同日遇害。